# Zawroty (województwo warmińsko-mazurskie)
Zawroty (niem. Schwenkendorf) – sołecka osada w Polsce położona w województwie warmińsko-mazurskim, w powiecie ostródzkim, w gminie Morąg.
W latach 1975–1998 miejscowość administracyjnie należała do województwa olsztyńskiego.
Wieś wzmiankowana w dokumentach z roku 1402 i 1408 pod nazwą Swenkendorf, jako wieś czynszowa na 10 włókach. W roku 1782 we wsi odnotowano trzy domy, natomiast w 1858 w pięciu gospodarstwach domowych było 82 mieszkańców. W latach 1937–1939 było 287 mieszkańców.